# Northop Hall
Northop Hall is een plaats in Wales, in het bestuurlijke graafschap Flintshire en in het ceremoniële behouden graafschap
Clwyd. De plaats telt 1665 inwoners.